# Naturschutzgebiet Buchholz (Brilon)
Das Naturschutzgebiet Buchholz mit einer Größe von 259,3 ha liegt westlich von Bleiwäsche im Stadtgebiet von Brilon. Das Gebiet wurde 2008 mit dem Landschaftsplan Briloner Hochfläche durch den Hochsauerlandkreis als Naturschutzgebiet (NSG) ausgewiesen. Eine kleinere Teilfläche wird durch eine Steinbruchzufahrt vom Rest des Gebietes abgeteilt. Das NSG gehört bis auf eine Kleinfläche zum FFH-Gebiet Buchholz bei Bleiwäsche (DE 4518-301). Das NSG gehört seit 2023 zum Vogelschutzgebiet Diemel- und Hoppecketal mit angrenzenden Wäldern.

## Gebietsbeschreibung
Beim NSG handelt es sich um einen Rotbuchenwald mit vielen Kalkfelsen und ausgedehnten Blockschutthalden. Die Felsbereiche weisen eine moos- und kleinfarnreiche Vegetation auf. Im Gebiet gibt es ein größeres Stechpalmen-Vorkommen. Im NSG kommen seltene Tier- und Pflanzenarten vor. Am östlichen Rand gibt es zwei große Kalksteinbrüche.
Es wurden durch das Landesamt für Natur, Umwelt und Verbraucherschutz Nordrhein-Westfalen Pflanzenarten wie Ährige Teufelskralle, Alpen-Johannisbeere, Alpen-Ziest, Aronstab, Aufrechter Igelkolben, Behaartes Filz-Igelhaubenmoos, Berg-Weidenröschen, Blaugras, Braunrote Stendelwurz, Braunstieliger Streifenfarn, Breitblättriger Rohrkolben, Breitblättriges Kahlfruchtmoos, Breitblättrige Stendelwurz, Busch-Windröschen, Christophskraut, Dorniger Schildfarn, Echter Kreuzdorn, Echter Wolfsfuß, Echtes Goldmoos, Echtes Goldschlafmoos, Echtes Johanniskraut, Echtes Salomonssiegel, Efeu, Eichenfarn, Einbeere, Etagenmoos, Fichtenspargel, Flatter-Binse, Fransen-Enzian, Frauenfarn, Frühlings-Platterbse, Fuchssches Greiskraut, Fuchsschwanzmoos, Gedrehtfrüchtiger Glockenhut, Gekräuseltes Spiralzahnmoos, Gemeiner Dost, Gemeiner Glockenhut, Gemeiner Tüpfelfarn, Geschwollenes Zypressen-Schlafmoos, Gewöhnliche Goldnessel, Gewöhnlicher Wurmfarn, Gewöhnliches Bart-Spitzmoos, Glattes Neckermoos, Goldenes Frauenhaarmoos, Große Fetthenne, Große Klette, Großes Hexenkraut, Großes Kranzmoos, Großes Mausschwanzmoos, Hain-Spatenmoos, Huflattich, Kahnblättriges Torfmoos, Kleinblütige Königskerze, Kleines Muschelmoos, Knoblauchsrauke, Leberblümchen, Maiglöckchen, Männliches Knabenkraut, Mauerlattich, Mauerraute, Mittlerer Tüpfelfarn, Neckermoos, Nesselblättrige Glockenblume, Nestwurz, Pfirsichblättrige Glockenblume, Quirl-Weißwurz, Rauhaarige Gänsekresse, Roter Fingerhut, Ruprechtskraut, Sanikel, Schmalblättriges Wollgras, Schönes Kranzmoos, Schuppige Hundsflechte, Seidenmoos, Spitzblättriges Schönschnabelmoos, Spring-Schaumkraut, Stachelbeere, Streifenfarn-Flachmoos, Stumpfblättriger Ampfer, Sumpf-Labkraut, Sumpf-Weidenröschen, Tamarisken-Thujamoos, Tamarisken-Wassersackmoos, Trügerisches Torfmoos, Ufer-Wolfstrapp, Verstecktfrüchtiges Spalthütchen, Vielblütige Weißwurz, Wacholder, Wald-Bingelkraut, Wald-Erdbeere, Wald-Gerste, Wald-Habichtskraut, Wald-Labkraut, Waldmeister, Wald-Schachtelhalm, Wald-Veilchen, Wald-Ziest, Weiches Kammmoos, Weiße Schwalbenwurz, Welliges Sternmoos, Wildes Silberblatt, Zartnerviges Haarblattmoos, Zaun-Wicke, Zerbrechlicher Blasenfarn, Zwiebel-Zahnwurz und Zypressen-Schlafmoos nachgewiesen.

## Schutzzweck
Das NSG soll den Wald mit dessen Arteninventar schützen. Wie bei allen Naturschutzgebieten in Deutschland wurde in der Schutzausweisung darauf hingewiesen, dass das Gebiet „wegen der Seltenheit, besonderen Eigenart und Schönheit des Gebietes“ zum Naturschutzgebiet wurde.
Der Landschaftsplan führt zum speziellen Schutzzweck auf: „Erhaltung eines für den Naturraum typischen, großräumig zusammenhängenden Waldkomplexes als Lebensraum einer artenreichen, teilweise gefährdeten Tier- und Pflanzenwelt; Schutz von natürlichen Klippen und Blockschutthalden zusätzlich aus wissenschaftlichen und landeskundlichen Gründen, Sicherung diverser Kleinstrukturen und Sonderstandorte wegen ihrer Eigenart und in ihrer Habitatfunktion. Wesentlicher Schutzzweck ist auch die Sicherung des ökologischen Netzes ‚Natura 2000‘ im Sinne der FFH-RL, dem die hier wirksamen Ge- und Verbote des allgemeinen Festsetzungskataloges unter 2.1 Rechnung tragen.“